# Biserica de lemn din Străuții de Jos

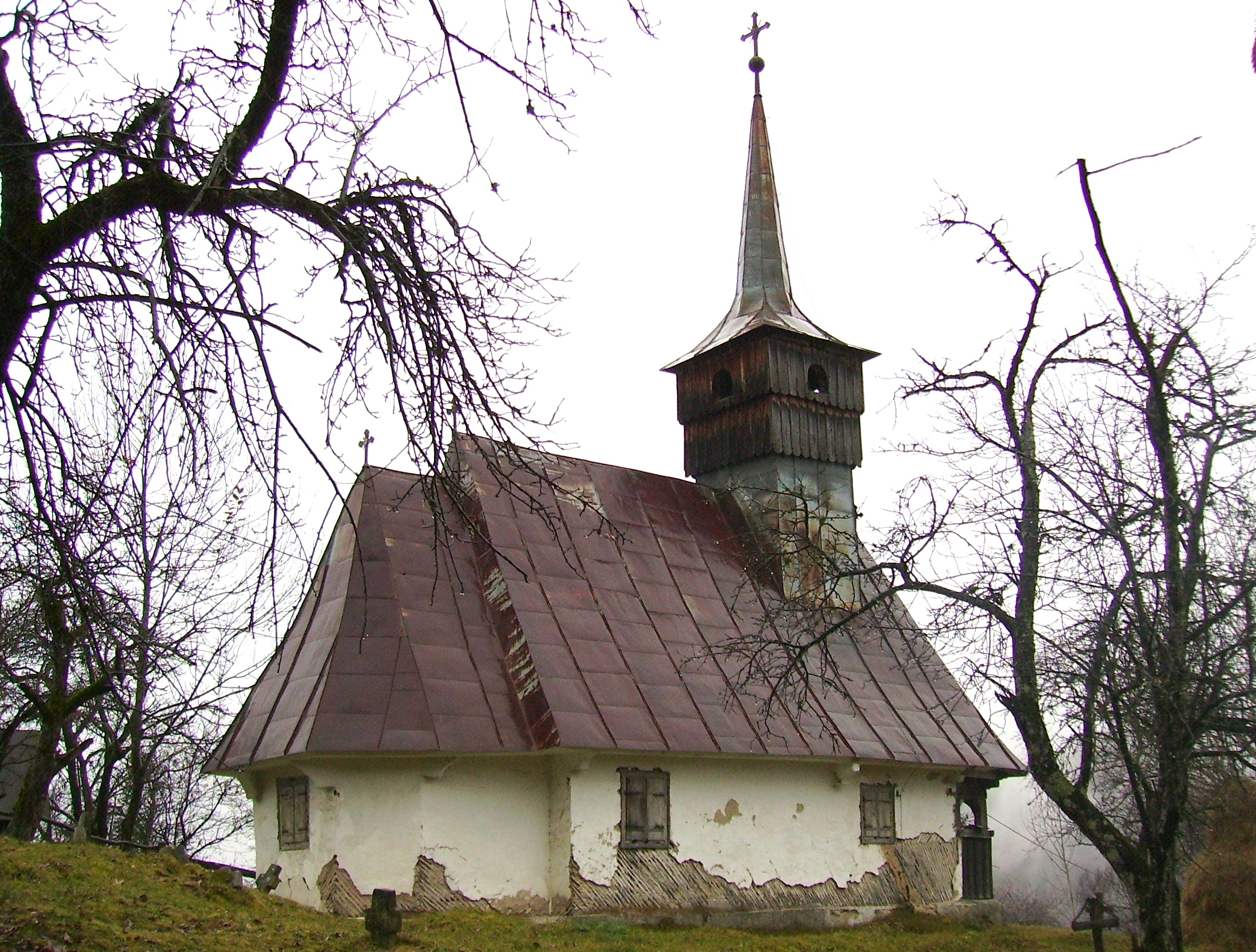
Biserica de lemn „Sfântul Mare Mucenic Dimitrie” din Străuții de Jos, comuna Bulzeștii de Sus, județul Hunedoara, foto: octombrie 2008.

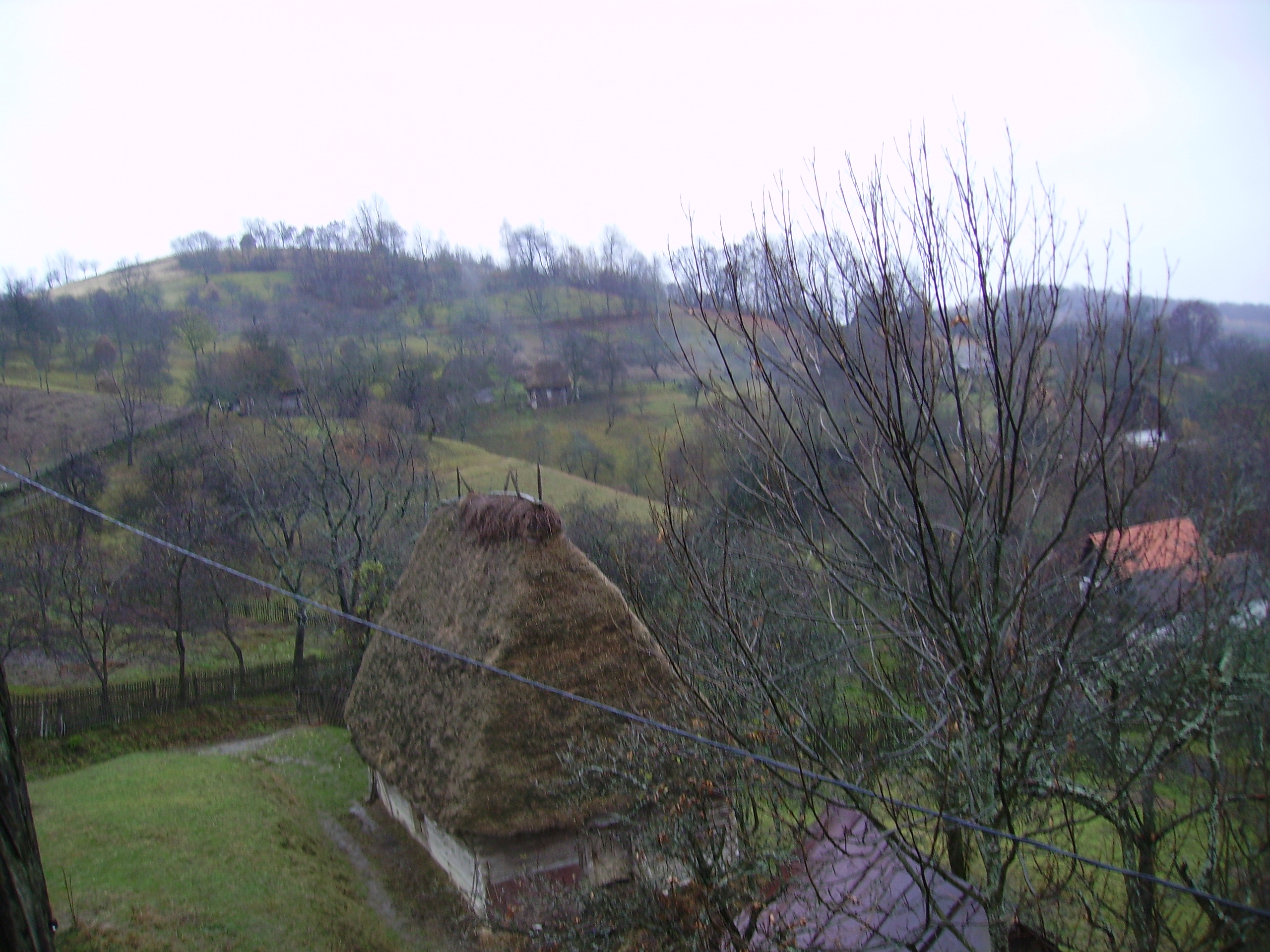
Împrejurimile bisericii

Biserica de lemn din Străuții de Jos, comuna Bulzeștii de Sus, județul Hunedoara a fost ridicată în 1866. Are hramul „Sfântul Mare Mucenic Dimitrie”. Este tencuită la interior și văruită. Frumoasă și foarte puțin cunoscută, biserica din Străuții de Jos nu se află pe noua listă a monumentelor istorice.

## Istoric și trăsături
Ca și alte localități de munte hunedorene, cătunul Străuți practic nu mai există. Au rămas, martori muți ai trecutului, casele moțești părăsite și o biserică frumoasă căreia nu-i mai trece nimeni pragul. Aflată în prezent într-o avansată stare de degradare, biserica a fost ridicată în anul 1866. Pereții lăcașului înscriu planul dreptunghiular, cu absida pentagonală, decroșată. Deasupra pronaosului tăvănit se înalță un turn-clopotniță cu foișor închis și fleșă zveltă. Cele două intrări, de sud și de vest, sunt precedate de pridvoare deschise. Edificiul, acoperit integral cu tablă, a fost supus, în anul 1937, unei ample reparații, suprafața interioară si exterioară a pereților fiind tencuită, iar șița clasică înlocuită cu tablă. Zestrea picturală a bisericii se rezumă doar la registrul împărătesc al tâmplei (executat în secolul al XIX-lea, într-o manieră populară, de un autor rămas necunoscut) și la câteva icoane pe sticlă, de vechimi diferite. Anterior, obștea locală fusese deservită liturgic de o altă bisericuță din bârne, mistuită de flăcări în martie 1849; doar harta iosefină a Transilvaniei (1769-1773) îi atestă existența.

## Imagini

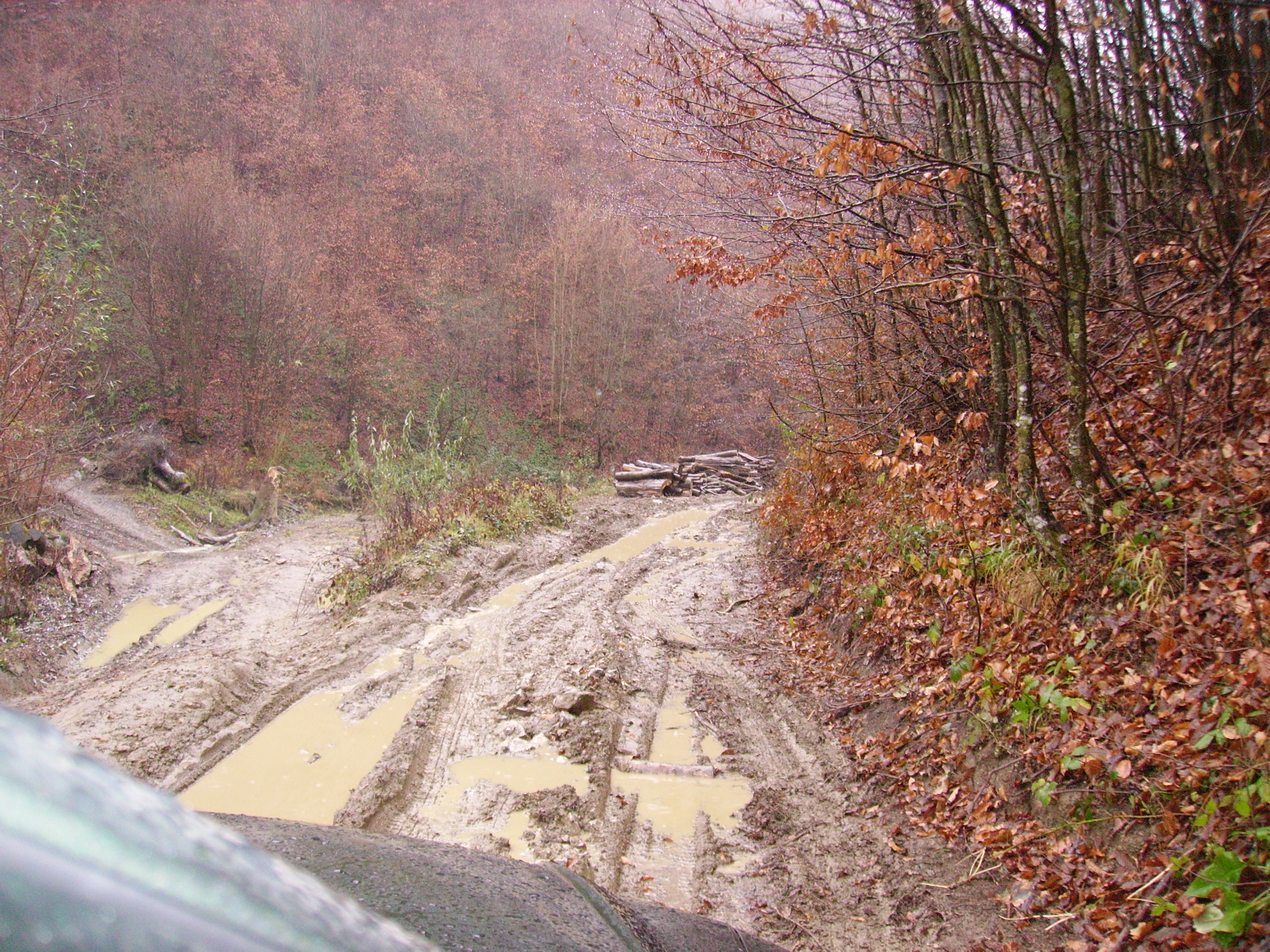
Drumul spre biserică